# أحمد فؤاد الخطيب
أحمد فؤاد الخطيب (من مواليد 25 أبريل 1990) هو ناشط إنساني ومدون أمريكي فلسطيني. وهو المؤسس والمدير التنفيذي لمشروع المساعدة الموحدة، وهي منظمة غير ربحية تعمل على إنشاء مطار إنساني في قطاع غزة، على أن تديره الأمم المتحدة.

## النشأة والتعليم
تعود أصول عائلة الخطيب إلى قطاع غزة. كان أجداده يعيشون في حمامة والرملة، ولكنهم نزحوا في النكبة.
ولد الخطيب في المملكة العربية السعودية، حيث كان والده يعمل طبيبا في الأمم المتحدة. عاد هو وعائلته إلى غزة في عام 2000، وبدأ والده العمل في مخيم جباليا للاجئين. كان الخطيب يأمل في طفولته أن يصبح سياسيًا أو دبلوماسيًا. في سن الحادية عشرة، أصيب الخطيب في غارة جوية إسرائيلية، أدت إلى مقتل ثلاثة من أصدقائه وتركته يعاني من فقدان السمع الدائم في إحدى أذنيه.
غادر الخطيب غزة في عام 2005، عندما كان عمره 15 عامًا، للمشاركة في برنامج تبادل ثقافي برعاية وزارة الخارجية الأمريكية مدته عام واحد. أمضى العام في باسيفيكا، كاليفورنيا، وحضر جلسات مع حوار غرفة المعيشة، وهي مجموعة يهودية فلسطينية مقرها في سان ماتيو، وهي المرة الأولى التي تحدث فيها إلى يهود أو إسرائيليين.
وبعد الانتهاء من البرنامج، حاول الخطيب العودة إلى غزة عبر مصر لكنه لم يتمكن من ذلك. وأدى اختطاف جندي إسرائيلي إلى إغلاق معبر رفح بين غزة ومصر. وبقي الخطيب في مصر أشهرا دون أن يتمكن من دخول غزة. تقدم بطلب للحصول على اللجوء السياسي في الولايات المتحدة وحصل عليه، حيث أنهى دراسته الثانوية في سان فرانسيسكو والدورف ثم التحق بكلية سيتي كوليدج وجامعة سان فرانسيسكو، درس التسويق وأصبح مهتمًا بريادة الأعمال الاجتماعية. وفي عام 2023 حصل على درجة الماجستير في دراسات الاستخبارات من الجامعة العسكرية الأمريكية.

## الكتابة والمهنية
نشر الخطيب مقالات في ذا أتلانتيك، ذا فوروارد، هآرتس، نيوزويك، تايمز أوف إسرائيل، ذا جويش كرونيكل، صحيفة وول ستريت جورنال، ووينب.
وهو زميل أول غير مقيم في المجلس الأطلسي.

## مشروع المساعدة الموحدة
كان لدى الخطيب اهتمام دائم بالطيران ورغبة في العمل في هذا المجال، خاصة خلال الفترة التي كان فيها مطار غزة الدولي قيد التشغيل. بعد تدمير مطار غزة بغارات جوية إسرائيلية خلال الانتفاضة الثانية، كان مقتنعا بضرورة "لعب دور في إعادة خدمات الطيران لشعب غزة". يمثل مشروع المساعدة الموحدة تتويجا لاهتمامات الخطيب في مجال الطيران وريادة الأعمال الاجتماعية والرغبة في مساعدة السكان الفلسطينيين الذين يعيشون في غزة.

## الحياة الشخصية
أصبح مواطنًا أمريكيًا في عام 2014، بعمر 24 عامًا.
قال الخطيب إن 30 من أقاربه قُتلوا خلال الحرب الفلسطينية الإسرائيلية 2023-2024، وأغلبهم قُتلوا بسبب الغارات الجوية الإسرائيلية.

### حادثة مطار بن غوريون 2017
وفي عام 2017، أثناء محاولته زيارة أخته ووالديه في إسرائيل، رُحل الخطيب من مطار بن غوريون. وعلى الرغم من أنه مواطن أمريكي متجنس ولم يسافر إلى الأراضي الفلسطينية لأكثر من عقد من الزمن، إلا أن السلطات الإسرائيلية زعمت أنه فلسطيني يحمل "جنسية نشطة". وفي وقت لاحق، نشر الخطيب تفاصيل عما حدث أثناء الترحيل في مقال افتتاحي بصحيفة جيروزاليم بوست.